# Wielka woda (utwór)
Wielka woda – utwór muzyczny z 1978 roku, wykonywany przez polską piosenkarkę popową Marylę Rodowicz. Został skomponowany przez Katarzynę Gärtner, a autorką jego tekstu jest Agnieszka Osiecka. W 1979 ukazał się na ósmym albumie studyjnym Rodowicz, Cyrk nocą.
W 2024 Rodowicz wydała nową wersję utworu, nagraną w duecie z Dawidem Kwiatkowskim na planowany album Niech żyje bal.

## Historia utworu
Utwór powstał w latach 70. na bazie tekstu, który Agnieszka Osiecka napisała z myślą o piosence gospelowej i przekazała kompozytorce Katarzynie Gärtner. Kilka lat później artystki napisały ostateczną wersję podczas wspólnego pobytu w domu Gärtner nad jeziorem na Kaszubach. Słowa powstały pod wpływem inspiracji Osieckiej okolicznymi krajobrazami. Maryla Rodowicz zinterpretowała słowa jako „motto życiowe, żeby jednak nie dać się temu życiu, żeby znajdować w sobie ciekawość, radość, świeżość, mimo że to życie wali przecież wszystkich równo”.
Rodowicz nagrała utwór w 1978. W 1979 znalazł się on na jej albumie Cyrk nocą. Nagranie pojawiło się także na kompilacji Antologia 3 (1996).
W 1991 Rodowicz nagrała utwór na nowo na potrzeby kompilacji Full.

## Wersja z Dawidem Kwiatkowskim
W 2024 Rodowicz zapowiedziała wydanie albumu Niech żyje bal z nowymi wersjami swoich piosenek, nagranymi w duetach. Jednym z artystów, których zaprosiła do współpracy, był Dawid Kwiatkowski. Zaproponowała mu trzy potencjalne utwory, on jednak był zdecydowany na „Wielką wodę”, która kojarzyła mu się ze spotkaniami rodzinnymi. Balladową aranżację przygotował duet Hotel Torino (Patryk Kumór i Dominic Buczkowski-Wojtaszek). Kwiatkowski, poza zaśpiewaniem, zagrał w nim partię na pianinie.
Nagranie w duecie ukazało się 3 grudnia 2024 nakładem Warner Music Poland jako trzeci singel zapowiadający album. Tego samego dnia odbyła się premiera teledysku w reżyserii Adam Romanowskiego, ukazującego artystów śpiewających w deszczu.

## Covery
W 2002 zespół Raz, Dwa, Trzy wykonał „Wielką wodę” podczas koncertu z piosenkami Agnieszki Osieckiej w Muzycznym Studio Polskiego Radia im. Agnieszki Osieckiej. Nagranie występu znalazło się w tym samym roku na albumie koncertowym Czy te oczy mogą kłamać.
W 2015 Katarzyna Groniec wydała cover „Wielkiej wody” na albumie Zoo z piosenkami Agnieszki Osieckiej.
W 2019 Maja Kleszcz wydała cover „Wielkiej wody” na albumie Osiecka de luxe.
W 2022 Anna Sroka-Hryń wydała cover „Wielkiej wody” na albumie Najpiękniejsza z piosenkami Osieckiej.
11 czerwca 2023 Katarzyna Żak wykonała piosenkę podczas koncertu Cała sala śpiewa z nami, czyli hity opolskiej publiczności na LX Krajowym Festiwalu Piosenki Polskiej w Opolu.